# Mumtaz Qadri
Mumtaz Qadri (geboren 1985 in Rawalpindi; gestorben 29. Februar 2016 ebenda) war der Mörder von Salman Taseer, Gouverneur von Punjab. Qadri war ein Kommandant der Elite-Polizei und zum Zeitpunkt der Ermordung ein Mitglied der Gruppe von Leibwächtern, die Salman Taseer beschützten. Qadri war ein Anhänger der Barelwī-Bewegung.

## Leben
Mumtaz Qadri wurde 1985 in Rawalpindi, Punjab geboren. Qadri war der Sohn eines Gemüsehändlers in Muslim Town, Rawalpindi. Mumtaz Qadri fand 2002 eine Anstellung bei der Polizei in Punjab. Er stieg zum Kommandanten der Elite-Polizei 2007 auf. Er heiratete 2009 und hat einen Sohn. Er wurde 2010 zum Leibwächter von Salmaan Taseer ernannt. Salman Taseer war 2011 mit Qadri in der Stadt unterwegs, als dieser ihn mit 28 Schüssen ermordete. Qadri ließ sich nach dem Mord widerstandslos festnehmen. Das Motiv für den Mord war, dass sich Taseer für die Freilassung und gegen die Todesstrafe für Asia Bibi aussprach. Mumtaz Qadri war fünf Tage in Untersuchungshaft. Seine Verhandlung begann im September 2011. Er gestand den Mord vor Gericht. Es boten sich insgesamt 300 Anwälte für die Verteidigung von Qadri pro bono an. Seine Verhandlung wurde aus Sicherheitsgründen in das Adiala-Gefängnis verlegt.

## Hinrichtung
Mumtaz Qadri wurde am 10. Oktober 2011 für schuldig befunden und zum Tode verurteilt. Er legte gegen das Urteil Berufung ein. Seine Berufung wurde am 11. Oktober 2011 entgegengenommen. Der Richter gab an, dass Qadri nicht dazu berechtigt war, Selbstjustiz zu betreiben. Er sollte Taseer nicht ermorden, sondern schützen. Die Berufung wurde im Dezember 2015 abgelehnt und Mumtaz Qadri am 29. Februar 2016 um 04:30 Uhr im Adiala Gefängnis hingerichtet.

## Reaktionen
Viele sunnitische Organisationen riefen zum Protest gegen die Hinrichtung von Qadri auf. Die Proteste fanden in Karatschi, Lahore, Islamabad und Peschawar statt. Rechtsanwälte riefen zum Streik gegen die Hinrichtung von Qadri auf. Die Sunni Tehreek rief zu weiteren landesweiten Protesten auf. Die Proteste führten zu einem Stillstand es öffentlichen Lebens in den meisten Städten. Die Bewunderung von Qadri ist mit der von Ilm-ud-din vergleichbar, der 1929 einen Buchhalter ermordete. Islamische Geistliche begrüßten die Hinrichtung Mumtaz Qadris.